# Kucieje
Kucieje (prononciation : [kuˈt͡ɕejɛ]) est un village polonais de la gmina de Baranowo dans le powiat d'Ostrołęka de la voïvodie de Mazovie dans le centre-est de la Pologne.
Il se situe à environ 7 kilomètres au nord-ouest de Baranowo (siège de la gmina), 28 kilomètres au nord-ouest d'Ostrołęka (siège du powiat) et à 113 kilomètres au nord de Varsovie (capitale de la Pologne).
Le village compte approximativement une population de 79 habitants en 2009.

## Histoire
De 1975 à 1998, le village appartenait administrativement à la voïvodie d'Ostrołęka.